# أنتوني كورتني
أنتوني كورتني (بالإنجليزية: Anthony Courtney)‏ هو سياسي بريطاني (وحمل سابقاً جنسية المملكة المتحدة لبريطانيا العظمى وأيرلندا)، ولد في 16 مايو 1908، وتوفي في 24 يناير 1988. حزبياً، نشط في حزب المحافظين. في الانتخابات الفرعية في مجلس العموم البريطاني ‏، انتخب عضو البرلمان الحادي والأربعين للمملكة المتحدة ‏ عن دائرة هارو الشرقية (19 مارس 1959 – 18 سبتمبر 1959) وفي الانتخابات العامة في المملكة المتحدة 1959 ‏، انتخب عضو البرلمان الثاني والأربعون للمملكة المتحدة ‏ عن دائرة هارو الشرقية (8 أكتوبر 1959 – 25 سبتمبر 1964) وفي الانتخابات العامة في المملكة المتحدة 1964 ‏، انتخب عضو البرلمان الثالث والأربعون للمملكة المتحدة عن دائرة هارو الشرقية (15 أكتوبر 1964 – 10 مارس 1966).